# Katoro (Kagera)
Katoro è una circoscrizione mista (mixed ward) della Tanzania situata nel distretto rurale di Bukoba, regione del Kagera. Conta una popolazione di 13 648 abitanti (censimento 2012).